# Фермион
Фермио́н — частица или квазичастица с полуцелым значением спина (то есть равным {\displaystyle (n+1/2)\hbar }, где {\displaystyle n} — целое число, а {\displaystyle \hbar } — приведённая постоянная Планка). Все частицы можно разделить на две группы, в зависимости от значения их спина: частицы с целым спином относятся к бозонам, с полуцелым — к фермионам.
Примеры фермионов: кварки (они образуют протоны и нейтроны, которые также являются фермионами), лептоны (электроны, мюоны, тау-лептоны, нейтрино), дырки (квазичастицы в полупроводнике). Фермионами являются также квантовомеханические системы, состоящие из нечётного числа фермионов (и произвольного числа бозонов).
Фермионы подчиняются принципу Паули; волновая функция системы тождественных фермионов меняет знак при перестановке любых двух частиц. Термодинамически равновесное состояние такой системы описывается статистикой Ферми — Дирака, с чем и связано их название. Название фермион было введено английским физиком-теоретиком Полем Дираком от фамилии итальянского физика Энрико Ферми; впервые термины «бозон» и «фермион» были использованы Дираком в лекции «Развитие атомной теории», прочитанной им во вторник, 6 декабря 1945 года в парижском научном музее «Дворец открытий».

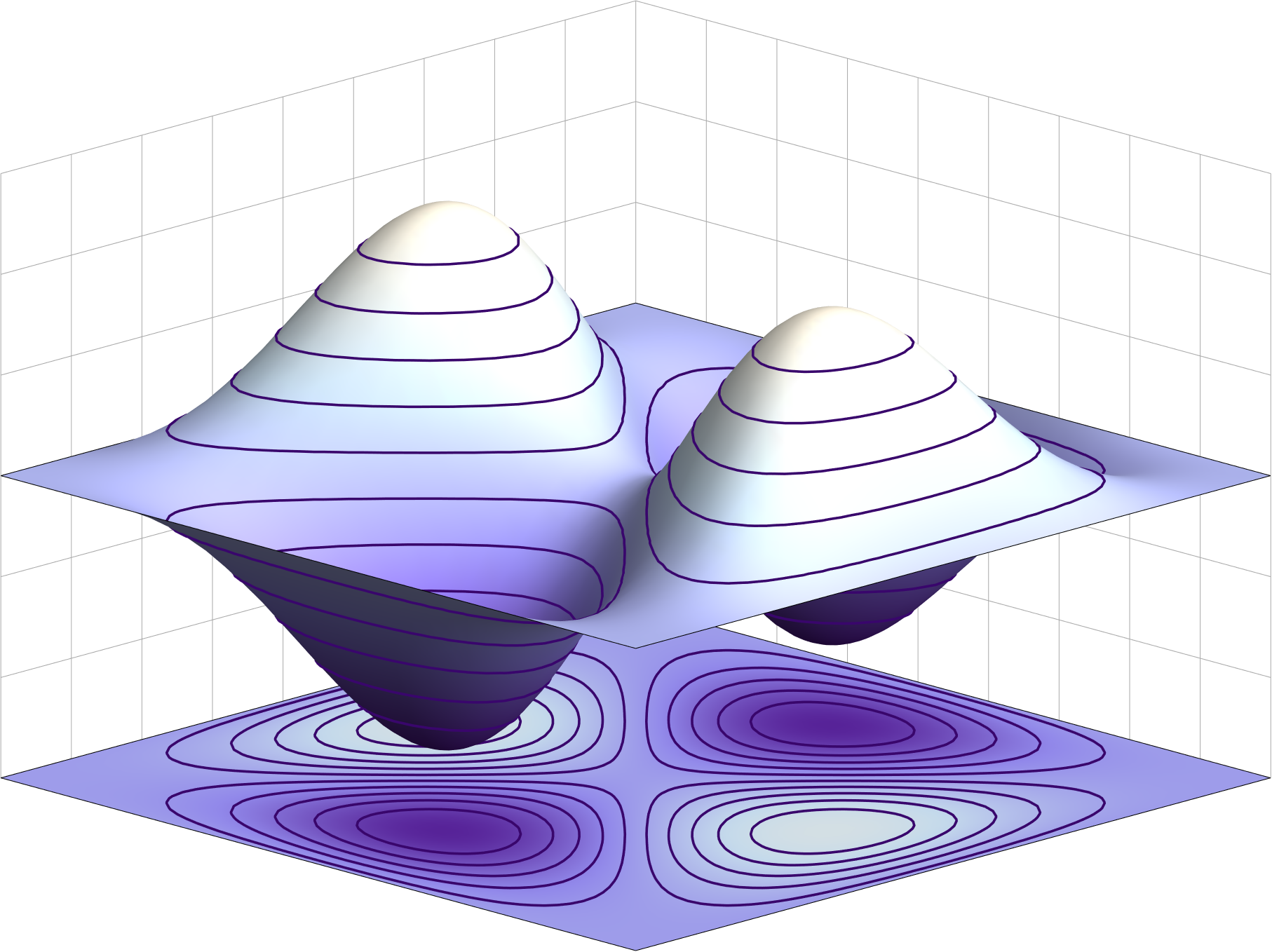
Антисимметричная волновая функция для (фермионного) двухчастичного состояния в прямоугольной потенциальной яме с бесконечно высокими стенками

## Свойства фермионов
Фермионы, в отличие от бозонов, подчиняются статистике Ферми — Дирака: в одном квантовом состоянии может находиться не более одной частицы (принцип Паули).
Принцип запрета Паули ответственен за устойчивость электронных оболочек атомов, делая возможным существование сложных химических элементов. Он также позволяет существовать вырожденной материи под действием высоких давлений (нейтронные звёзды).
Волновая функция системы одинаковых фермионов антисимметрична относительно перестановки двух любых фермионов.
Квантовая система, состоящая из нечётного числа фермионов, сама является фермионом. Например, ядро с нечётным массовым числом A (поскольку нуклоны — протоны и нейтроны — являются фермионами, а массовое число равно суммарному числу нуклонов в ядре); атом или ион с нечётной суммой числа электронов и массового числа ядра (поскольку электроны также являются фермионами, и общее количество фермионов в атоме/ионе равно сумме числа нуклонов в ядре и числа электронов в электронной оболочке). При этом орбитальные моменты импульса частиц, входящих в состав квантовой системы, не влияют на её классификацию как фермиона или бозона, поскольку все орбитальные моменты являются целыми, и их добавление в любой комбинации к спину системы не может превратить суммарный полуцелый спин нечётного числа фермионов в целый. Система, состоящая из чётного числа фермионов, является бозоном: её суммарный спин всегда целый. Так, атом гелия-3, состоящий из двух протонов, нейтрона и двух электронов (в сумме пять фермионов) является фермионом, а атом лития-7 (три протона, четыре нейтрона, три электрона) является бозоном. Для нейтральных атомов число электронов совпадает с числом протонов, то есть сумма числа электронов и протонов всегда чётна, поэтому фактически классификация нейтрального атома как бозона/фермиона определяется чётным/нечётным числом нейтронов в его ядре.

## Фундаментальные фермионы
Все известные на данный момент фермионы, являющиеся фундаментальными частицами (т.е. кварки и лептоны), имеют спин 1/2, тогда как составные фермионы (барионы, атомные ядра, атомы и т.п. квантовые системы) могут иметь спин 1/2, 3/2, 5/2 и т.д.
Математически, фермионы со спином 1/2 могут быть трех типов:
- вейлевские фермионы (безмассовые),
- дираковские фермионы (массивные) и
- майорановские фермионы (совпадающие со своей античастицей).

Считается, что большинство фермионов Стандартной модели являются дираковскими фермионами, хотя в настоящее время неизвестно, являются ли нейтрино дираковскими или майорановскими фермионами (или обоими). Фермионы Дирака можно рассматривать как суперпозицию[уточнить] двух фермионов Вейля. В июле 2015 года фермионы Вейля были экспериментально реализованы как квазичастицы в полуметаллах Вейля.
Согласно Стандартной модели, существует 12 видов (ароматов) элементарных фермионов: шесть кварков и шесть лептонов.
- Кварки имеют цветовой заряд и участвуют в сильном взаимодействии. Их античастицы называются антикварками. Существует шесть ароматов кварков (по 2 в каждом поколении):

| Поколение |  | Кварки с зарядом (+2/3)e             | Кварки с зарядом (+2/3)e            | Кварки с зарядом (+2/3)e |  | Кварки с зарядом (−1/3)e               | Кварки с зарядом (−1/3)e            | Кварки с зарядом (−1/3)e |
|           |  | Название/ аромат кварка/ антикварка  | Символ кварка/ антикварка           | Масса (МэВ)              |  | Название/ аромат кварка/ антикварка    | Символ кварка/ антикварка           | Масса (МэВ)              |
| 1         |  | u-кварк (up-кварк) / анти-u-кварк    | {\displaystyle u/\,{\overline {u}}} | от 1,5 до 3              |  | d-кварк (down-кварк) / анти-d-кварк    | {\displaystyle d/\,{\overline {d}}} | 4,79±0,07                |
| 2         |  | c-кварк (charm-кварк) / анти-c-кварк | {\displaystyle c/\,{\overline {c}}} | 1250 ± 90                |  | s-кварк (strange-кварк) / анти-s-кварк | {\displaystyle s/\,{\overline {s}}} | 95 ± 25                  |
| 3         |  | t-кварк (top-кварк) / анти-t-кварк   | {\displaystyle t/\,{\overline {t}}} | 174 340 ± 790            |  | b-кварк (bottom-кварк) / анти-b-кварк  | {\displaystyle b/\,{\overline {b}}} | 4200 ± 70                |

У всех кварков есть также электрический заряд, кратный 1/3 элементарного заряда. В каждом поколении один кварк имеет электрический заряд +2/3 (это u-, c- и t-кварки) и один — заряд −1/3 (d-, s- и b-кварки); у антикварков заряды противоположны по знаку. Кроме сильного и электромагнитного взаимодействия, кварки участвуют в слабом взаимодействии.
- Лептоны не участвуют в сильном взаимодействии. Их античастицы — антилептоны (античастица электрона называется позитрон по историческим причинам). Существуют лептоны шести ароматов:

| Поколение |  | Заряженный лептон / античастица | Заряженный лептон / античастица         | Заряженный лептон / античастица | Заряженный лептон / античастица |  | Нейтрино / антинейтрино                         | Нейтрино / антинейтрино                                     | Нейтрино / антинейтрино | Нейтрино / антинейтрино |
|           |  | Название                        | Символ                                  | Электрический заряд (e)         | Масса (МэВ)                     |  | Название                                        | Символ                                                      | Электрический заряд (e) | Масса (МэВ)             |
| 1         |  | Электрон / Позитрон             | {\displaystyle e^{-}\,/\,e^{+}}         | −1 / +1                         | 0,511                           |  | Электронное нейтрино / Электронное антинейтрино | {\displaystyle \nu _{e}\,/\,{\overline {\nu }}_{e}}         | 0                       | < 0,0000022             |
| 2         |  | Мюон                            | {\displaystyle \mu ^{-}\,/\,\mu ^{+}}   | −1 / +1                         | 105,66                          |  | Мюонное нейтрино / Мюонное антинейтрино         | {\displaystyle \nu _{\mu }\,/\,{\overline {\nu }}_{\mu }}   | 0                       | < 0,17                  |
| 3         |  | Тау-лептон                      | {\displaystyle \tau ^{-}\,/\,\tau ^{+}} | −1 / +1                         | 1776,99                         |  | Тау-нейтрино / тау-антинейтрино                 | {\displaystyle \nu _{\tau }\,/\,{\overline {\nu }}_{\tau }} | 0                       | < 15,5                  |

Массы нейтрино не равны нулю (это подтверждается существованием нейтринных осцилляций), но настолько малы, что на 2022 год ещё не были измерены напрямую.

## Квазичастицы
Квазичастицы также несут спин и поэтому могут классифицироваться как фермионы и бозоны. Примерами квазичастиц-фермионов являются полярон и дырка, а также электрон (рассматриваемый как квазичастица, поскольку в твёрдом теле его эффективная масса отличается от его массы в вакууме).